# 文化財活用センター
文化財活用センター（ぶんかざいかつようセンター, the National Center for the Promotion of Cultural Properties）とは、文化財のデジタルデータ化やレプリカの作成などを進めることを目的として、2018年7月2日に国立文化財機構が設立した機関である。

## 沿革

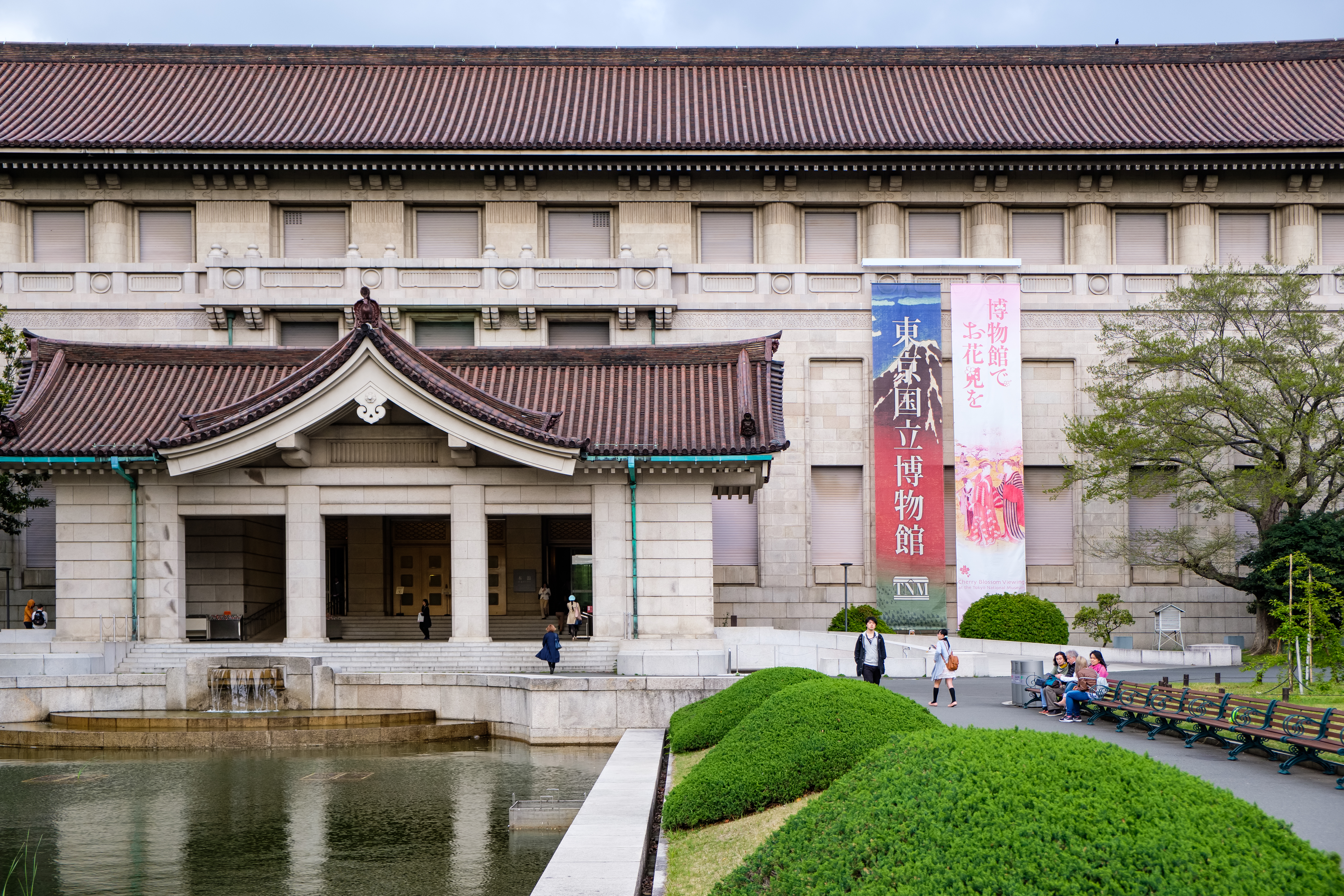
東京国立博物館

国立文化財機構は2018年7月2日、文化財のデジタルデータ化やレプリカの作成などを進めるための文化財活用センターを、東京国立博物館に開設した。その目的は、2020年東京オリンピック・パラリンピックの開催を踏まえた、日本文化の発信力強化とされる。
2020年には、東京国立博物館と共同で、冬木小袖の修理を目的としたクラウドファンディングを実施。江戸切子や手描き友禅の工芸品などを返礼品とした結果、1600万円が集まった。その後の2023年には、東京国立博物館で冬木小袖が公開されている。
なお、2021年4月に国立文化財機構理事長に就任した島谷弘幸は、各地の国立博物館や文化財研究所等7施設を束ねる同機構のメリットが「十分に示せているとは言えない」と語り、各施設を横断して設置した文化財活用センターと文化財防災センターの機能を充実させていく考えを示した。

## 活動内容
各地の国立博物館の文化財などを活用し、文化財を身近に知ってもらうためのVRや、実際に触れることができるレプリカを開発するほか、国立博物館の収蔵品を全国の博物館に貸し出すための窓口を担う。また、博物館や美術館からの文化財保存に関する相談に対応するほか、国立博物館の収蔵品のデジタルアーカイブ化も進める。
民間企業とも協働しており、2018年には文化財の複製品を制作して展示や教育で活用するプロジェクトをキヤノンと立ち上げたほか、2020年には次世代通信規格5Gを活用して文化財を鑑賞できる事業をKDDIと立ち上げた。